# Suzann Pettersen
Pour les articles homonymes, voir Pettersen.
Suzann Pettersen, née le 7 avril 1981 à Oslo (Norvège), est une golfeuse norvégienne. Professionnelle depuis 2000, elle débute sur le circuit européen en 2001 puis dispute le circuit américain depuis 2003. Elle compte vingt-deux victoires sur ces deux circuits dont deux tournois majeurs : le championnat de la LPGA en 2007 et The Evian Championship en 2013. Elle a été désignée meilleure débutante du circuit européen en 2001.

## Biographie
Après une carrière d'amatrice qui est couronnée par cinq titres nationaux et une victoire au championnat de Grande-Bretagne, elle passe professionnelle en 2000. Elle obtient sa carte pour participer au circuit européen féminin dès 2001. Pour sa première saison sur ce circuit, elle joue dix tournois consécutifs où elle passe le cut mais surtout elle remporte sa première victoire lors de son deuxième tournoi lors de l'Open de France.
De bons résultats au début de l'année 2002 lui octroient une place dans l'équipe européenne de Solheim Cup.
Pour la saison 2003, elle fait ses débuts sur le circuit LPGA. Elle obtient sa deuxième sélection pour la Solheim Cup en raison du choix de la capitaine. Durant cette compétition, elle remporte quatre victoires, les quatre doubles, pour une seule défaite. Elle est ainsi l'une des éléments majeurs à la victoire européenne lors de cette édition.
Durant les saisons 2004 et 2005, elle dispute peu de tournoi en raison de blessures. Cele ne l'empêche pas d'être de nouveau dans l'équipe européenne, toujours par choix de la capitaine, pour l'édition 2005 de la Solheim Cup où elle dispute quatre rencontres pour un bilan de deux victoires et deux parties partagées.
En 2007, elle est proche de remporter son premier tournoi Majeur lors du Kraft Nabisco Championship. Lors du dernier tour, elle possède toujours trois coups d'avance au départ du 15e trou. Les résultats des derniers trous, bogey, double bogey, bogey la prive de la victoire au profit de l'américaine Morgan Pressel.
Pour le deuxième majeur de la saison, elle est de nouveau en tête du tournoi mais, cette fois, elle réussit à conserver la tête malgré la pression de l'australienne Karrie Webb sur les derniers trous. Avec quatre autres victoires sur le circuit LPGA, elle termine la saison à la deuxième place du
classement des gains de la LPGA derrière la Mexicaine Lorena Ochoa pour la saison 2007.
En mai 2011, elle remporte le Sybase Match Play Championship. En août, elle remporte le Ladies Irish Open puis le tournoi de Portland (en).

## Palmarès
Suzann Pettersen détient à ce jour deux titres majeurs avec le championnat de la LPGA en 2007 et le 1er The Evian Championship (ex Evian Masters) en 2013. Elle compte au total douze titres professionnelles, sept sur le circuit de la LPGA (nord-américain), cinq sur le circuit européen (les majeurs comptant pour les deux circuits) et un tournoi non officiel (le « Wendy's 3-Tour Challenge » avec Natalie Gulbis et Cristie Kerr).
Suzann Pettersen a fini première de l'Ordre du mérite européen 2013.
Avec l'équipe européenne, elle remporte la Solheim Cup à 4 reprises, notamment l'édition 2019 pour laquelle elle gagne l'ultime rencontre en simple qui donne la victoire à son équipe. 

## Victoires professionnelles (22)

### Victoires sur le circuitLPGA(15)
| 1  | 13 mai 2007        | Michelob ULTRA Open at Kingsmill     |
| 2  | 10 juin 2007       | Championnat de la LPGA               |
| 3  | 7 octobre 2007     | Longs Drugs Challenge                |
| 4  | 21 octobre 2007    | Championnat de la LPGA Hana Bank     |
| 5  | 28 octobre 2007    | Honda LPGA Thailand                  |
| 6  | 6 septembre 2009   | Open du Canada                       |
| 7  | 22 mai 2011        | Sybase Match Play Championship       |
| 8  | 21 août 2011       | Safeway Classic                      |
| 9  | 21 octobre 2012    | Championnat de la LPGA Hana Bank     |
| 10 | 28 octobre 2012    | Sunrise LPGA Taiwan Championship     |
| 11 | 20 avril 2013      | LPGA Lotte Championship              |
| 12 | 1er septembre 2013 | Safeway Classic (2)                  |
| 13 | 15 septembre 2013  | Evian Masters (co-sanctionné LET)    |
| 14 | 27 octobre 2013    | Sunrise LPGA Taiwan Championship (2) |
| 15 | 7 juin 2015        | Manulife LPGA Classic                |

### Victoires sur leLET(7)
| 1 | 7 juin 2001       | Open de France                          |
| 2 | 26 août 2007      | SAS Masters                             |
| 3 | 25 mai 2008       | Open de Suisse                          |
| 4 | 13 juillet 2008   | Open d'Irlande                          |
| 5 | 7 août 2011       | Open d'Irlande (2)                      |
| 6 | 10 mars 2013      | Mission Hills World Ladies Championship |
| 7 | 15 septembre 2013 | Evian Masters (co-sanctionné LPGA Tour) |

### Autres victoires (1)
2009: Wendy's 3-Tour Challenge avec Natalie Gulbis et Cristie Kerr.

## Parcours en tournois majeurs
| Tournoi                   | 2001 | 2002 | 2003 | 2004 | 2005 | 2006 | 2007 | 2008 | 2009 | 2010 |
| ------------------------- | ---- | ---- | ---- | ---- | ---- | ---- | ---- | ---- | ---- | ---- |
| Championnat Kraft Nabisco | DNP  | T25  | DNP  | DNP  | DNP  | T40  | T2   | T2   | T5   | 2    |
| Championnat de la LPGA    | DNP  | DNP  | T11  | CUT  | T49  | T20  | 1    | T34  | WD   | T11  |
| Open américain            | DNP  | DNP  | T10  | T16  | T52  | T28  | CUT  | T13  | T6   | T2   |
| Open britannique          | 32   | 24   | CUT  | CUT  | DNP  | CUT  | T28  | T24  | CUT  | T14  |

| Tournois                  | 2011 | 2012 | 2013 | 2014 | 2015 | 2016 | 2016 |
| ------------------------- | ---- | ---- | ---- | ---- | ---- | ---- | ---- |
| Championnat Kraft Nabisco | T19  | T15  | T3   | DNP  | T8   | T10  | T3   |
| Championnat de la LPGA    | T3   | T2   | T3   | T6   | T7   | T12  | T25  |
| Open américain            | T15  | T9   | CUT  | CUT  | CUT  | T21  | T56  |
| Open britannique          | T37  | CUT  | T4   | T2   | 5    | CUT  | CUT  |
| Evian Masters             |      |      | 1    | 6    | T34  | T55  | T40  |

DNP = N'a pas participé

CUT = A raté le Cut

"T" = Égalité

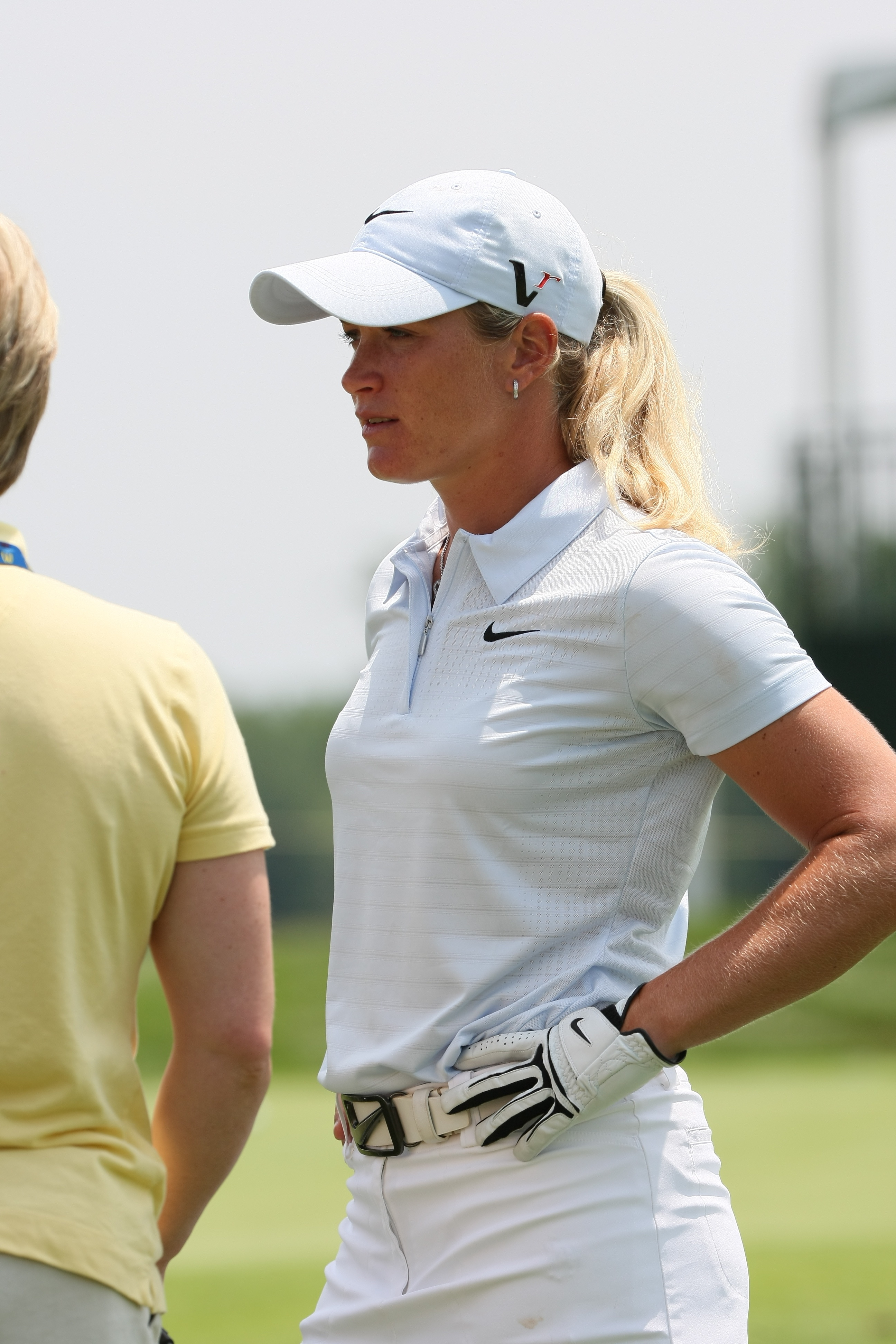
Suzann Pettersen au championnat de la LPGA en 2009.

Le fond vert montre les victoires et le fond jaune un top 10.

## Solheim Cup
- Vainqueur en 2003, 2011, 2013 et 2019.
- Participation en 2002, 2003, 2005, 2007, 2009, 2011, 2013, 2015 et 2019.
- 36 matchs disputés (18 victoires, 12 défaites, 6 parties partagées)